# Яна Прекова
Яна Прекова (чеськ. Jana Preková) — сценограф, режисер та дизайнер.

## Біографія
Прекова закінчила Театральну академію музичних мистецтв у Празі, співзасновниця ательє сценографії Яначкової академії музичних мистецтв та ательє тілесного дизайну у Вищій технічній школі у Брні. З 1983 року займається експериментальною сценографією та створенням костюмів до вистав.
Її роботи можна побачити в багатьох театрах Чехії: Театр Комедії, La Fabrika, Meetfactory, Театр Archa, на сценах Національного театру у Празі, Брні, Остраві та багатьох інших місцях. Брала участь у театральних майстернях у Франції, Німеччині, Фінляндії, Іспанії, Туреччині, Греції, США, Голландії. Яна Прекова співпрацює із видатними чеськими режисерами, зокрема, із Верою Хітіловою. У 1999 році отримала золоту медаль Празької Квадрієналле як найкращий художник по костюмах.